# Arriba (Colorado)
Arriba es un pueblo ubicado en el condado de Lincoln, Colorado, Estados Unidos. Tiene una población estimada, a mediados de 2022, de 201 habitantes.

## Geografía
La localidad está ubicada en las coordenadas 39°17′4″N 103°16′27″O / 39.28444, -103.27417 (39.284326, -103.274032).

## Demografía
Según el censo de 2000, en ese momento los ingresos medios de los hogares de la localidad eran de $25,000 y los ingresos medios de las familias eran de $27,500. Los hombres tenían ingresos medios por $27,188 frente a los $19,000 que percibían las mujeres. Los ingresos per cápita para la localidad eran de $13,370. Alrededor del 13.5% de la población estaba por debajo del umbral de pobreza.
De acuerdo con la estimación 2017-2021 de la Oficina del Censo, los ingresos medios de los hogares de la localidad son de $28,333 y los ingresos medios de las familias son de $48,333. Alrededor del 27.9% de la población está por debajo del umbral de pobreza.